# John Carlos

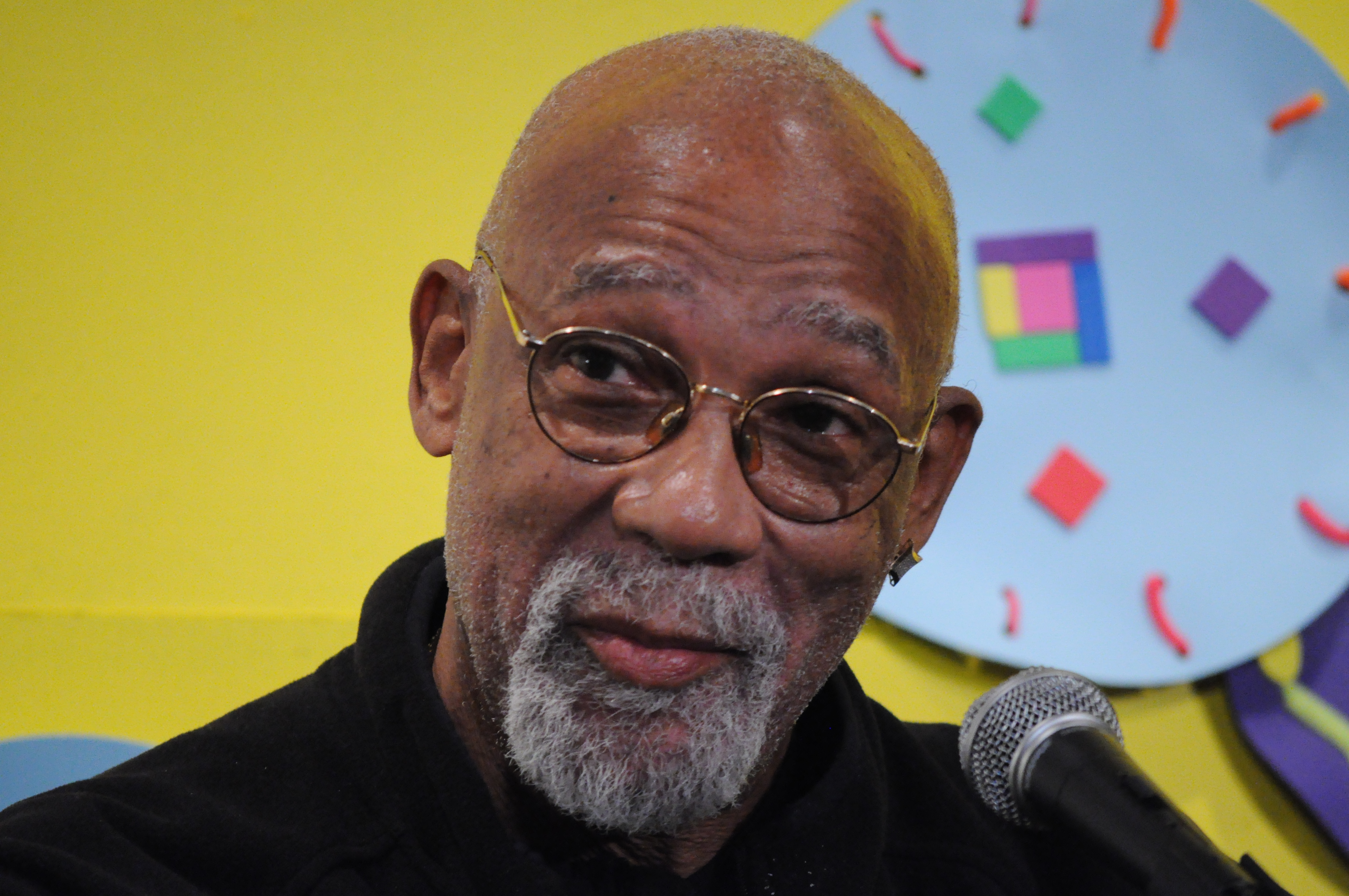
John Carlos 2011.

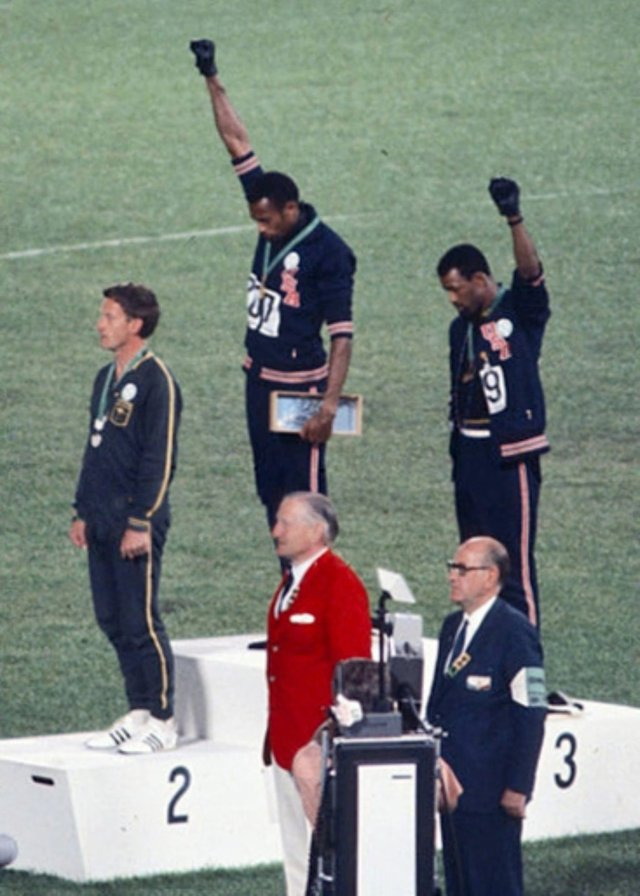
Prisutdelningen (från höger): bronsmedaljören John Carlos, guldmedaljören Tommie Smith och silvermedaljören Peter Norman.

John Carlos, född 5 juni 1945 i Harlem, New York, är en amerikansk friidrottssprinter som blev historisk när han vann bronsmedaljen på 200 meter vid OS i Mexico City 1968. Det är dock inte medaljen eller sprintfinalen som har gått till historien, utan istället själva ceremonin vid prisutdelningen. Tillsammans med landsmannen och guldmedaljören i finalen, Tommie Smith, hade John Carlos dragit på sig en svart handske och när den amerikanska nationalsången spelades och stjärnbaneret höjdes mot skyn knöt Carlos och Smith sina svarta, knutna nävar i skyn. Detta var menat som en symbol för de färgades kamp för medborgerliga rättigheter i USA. De båda amerikanska löparna ansågs därmed stödja medborgarrättsrörelsen Black Power och det ansågs officiellt att Carlos och Smith vanärade den amerikanska nationen och flaggan med sin protest. Den olympiska kommittén, IOC, var inte heller nöjd med amerikanernas protest. John Carlos fick också enligt egen utsago motta en del dödshot efter protesten. 
John Carlos fortsatte sin löparkarriär efter OS i Mexico och tangerade bland annat världsrekordet på 100 meter året efter, 1969. Carlos försökte sig också på att spela amerikansk fotboll, men en tidig knäskada satte stopp för den karriären. Därefter arbetade Carlos för sportföretaget Puma AG och hjälpte också till att arrangera OS i Los Angeles 1984. Efter det anställdes Carlos som ansvarig för Palm Springs High Schools friidrottslag. År 2005 restes en staty över Carlos och Smith vid San José State University. Statyn föreställer scenen med Carlos och Smith vid prisutdelningen i OS 1968. 
Proggruppen Nationalteatern har skrivit en låt om händelsen vid OS med titeln "Mr John Carlos" som förekommer på gruppens andra skiva Livet är en fest.